# Карбунешти-Сат (Горж)
Карбунешти-Сат (рум. Cărbunești-Sat) насеље је у Румунији у округу Горж у општини Таргу Карбунешти. Oпштина се налази на надморској висини од 267 m.

## Становништво
Према подацима из 2002. године у насељу је живело 790 становника, од којих су сви румунске националности.